# الثورات والتدخلات في المجر (1918-1920)
كان في المجر فترة من الثورات والتدخلات الأجنبية بين عام 1918 وعام 1920. أسس ميهالي كارولي أول جمهورية مجرية أيام ثورة النجم عام 1918. في مارس عام 1919، انقلبت ثورة أخرى على حكم الجمهورية، وتأسست الجمهورية المجرية السوفيتية (وتعرف أيضًا باسم جمهورية المستشارين). أدّت الصراعات غير المحلولة إلى حروب بين المجر والدول المجاورة (مملكة رومانيا، مملكة الصربيين والكروات والسلوفينيين وتشيكوسلوفاكيا الناشئة حديثًا) عام 1919. اختفت الجمهورية المجرية بعد الاحتلال الروماني. هدّأت معاهدة تريانون المعقودة في قصر فرساي الخلافات القائمة، واستفاد منها رومانيا والدول المتأسسة حديثًا في تشيكوسلوفاكيا ومملكة الصرب والكروات والسلوفينيين.

## خلفية
بسبب الجو المضطرب وغير المستقر في وسط أوروبا أيام الحروب الداخلية، كان لا بد أن يشهد تأسيس حكومات مستقلة في منطقة إمبراطورية النمسا والمجر السابقة في نوفمبر 1918 صراعًا لاسترجاع أراضي الإمبراطورية السابقة. ولكن رئيس الجمهورية المجرية الديمقراطية ميهالي كارولي، استسلم بعد أربعة شهور (في 20 مارس عام 1919) أمام بيلا كون، وهو مؤيد للثورة البلشفية أرسله لينين، فانتزع السلطة سريعًا وأسس حكومة ثورية.

## الصراعات العسكرية
في أيام الحرب، حارب الجيش المجري الأحمر معارك عديدة ضد جيوش من تشيكوسلوفاكيا ورومانيا، أما فرنسا فكانت منخرطةً دبلوماسيًّا في الصراعات. في آخر مرحلة من هذه الصراعات، كان نحو 120 ألف قوة عسكرية على الطرفين.
أقنع كون المجريين أنه سيعيد إليهم أرضهم المسلوبة في الدول المجاورة في خلال أسبوع من حكمه، فأعلن الحرب على تشيكوسلوفاكيا واحتلت القوات المجرية المجر الشمالية في 20 مايو، والمناطق الجنوبية في خلال أسابيع. ولمواجهة تقدم القوات المجرية، بدأ الحلفاء يضغطون على الحكومة المجرية، وفي خلال ثلاثة أسابيع من فشل توقعات كون بإرسال الروس إمدادات لدعمه، أُجبرت المجر على الانسحاب من جمهورية السلوفاك السوفييتية المعلنة حديثًا، بعدَ أن أنذرتها فرنسا إنذارًا أخيرًا، ووعدتها أنها إن انسحبت ستخرج القوات الرومانية من تيسزانتول.
أهمل الرومان الضمانات التي قدمتها القيادة الفرنسية وأبقوا على الضفة الغربية لنهر تيسزا. أرادت الحكومة المجارية أن تفرض إرادة الحلفاء على رومانيا، ولمّا وجدت أن الحلول الدبلوماسية لا تجدي نفعًا، أبعدت التهديد باستعمال القوة العسكرية. كانت الخطة تقضي بطرد الرومان من تيسزانتول وهزيمة الجيش الروماني واستعادة الأراضي حتى ترانسلفانيا. لكن الرومانيين صدّوا الهجوم وهزموا الجيش المجري، وبإهمال كل الضمانات المقدمة والتعهدات السابقة، عبَر الرومان نهر تيسزا وتقدموا نحو بودابست. سقطت العاصمة المجرية في الرابع من أغسطس، وبعد ثلاثة أيام هرب كون إلى فيينا. انتهت الحرب يتدمير الجمهورية المجرية السوفيتية واحتلال رومانيا للأراضي المجرية، ومنها العاصمة بودابست في أغسطس عام 1919. انسحبت القوات الرومانية من المجر في مارس عام 1920، بعد أن استولت على كميات كبيرة من البضائع من المجر، واعتبرتها تعويضات حربية.

## العواقب
دُمّر البلد تمامًا بسبب الحرب الرومانية المجرية. وبحجة التعويضات الحربية، أخذ الرومان 50% من سوق السكك الحديدية المجرية، و30% من ماشيتها، و20 ألف حمولة علف، وأخذوا ثمن مصاريفهم فوق ذلك. في بداية عام 1920، استولى الرومان على بضائع كثيرة من المجر، منها الطعام والشاحنات والقاطرات والسيارات ومعدات المصانع، وحتى التلفونات وآلات الطباعة في المكاتب الحكومية. اعتبر المجريون ما أخذه الرومانيون نهبًا. استمر الاحتلال الروماني نحو 6 أشهر. بعد الاحتلال الروماني، بدأ «الإرهاب الأبيض» لهورثي ردًّا على «الإرهاب الأحمر» السابق. كان على المجريين أن يتنازلوا عن كل عددهم الحربية، إلا الأسلحة اللازمة للقوات التي يقودها هورثي.